# ベルンハルト3世 (ザクセン公)
ベルンハルト3世（Bernhard III., Herzog von Sachsen, 1140年 - 1212年2月9日）は、アスカニア家のアンハルト侯（在位：1173年 - 1212年）、ザクセン公（在位：1180年 - 1212年）、ベルンブルク領主。

## 生涯

### 前半生
ベルンハルト3世は、ブランデンブルク辺境伯アルブレヒト1世（熊公）とゾフィー・フォン・ヴィンツェンブルクの間の末息子である。1157年、ベルンハルトは父や兄とともにコンラート1世の葬儀に参列した。1159年、ベルンハルトと兄オットー1世は皇帝フリードリヒ1世のイタリア遠征に参加した。1170年に父アルブレヒト1世が死去した後、ベルンハルトはザーレ川、ムルデ川およびエルベ川に挟まれたかつてのガウ・ゼリムントの地とともに、アスカニア（アッシャースレーベン）の地を相続し、それは後にアンハルト侯領となった。
1171年、兄アダルベルトの死により、ベルンハルトはバレンシュテット伯となった。同年、ゴスラーで開かれた帝国会議において、皇帝フリードリヒ1世はプレッツカウの支配権の返還を約束し、1173年にはベルンハルトの領地に組み込まれた。このため、プレッツカウ伯領についてハインリヒ獅子公と対立することになる。ベルンハルトに対する遠征で、ハインリヒ獅子公はアッシャースレーベンおよびグルーニンゲンを破壊し、ハルバーシュタットを壊滅させた。それにもかかわらず、ベルンハルトはこの紛争において自らの主張を押し通した。

### ハインリヒ獅子公の没落
1180年、ヴュルツブルクで行われた会議において、ハインリヒ獅子公は皇帝フリードリヒ1世により追放され、領地のバイエルン公領およびザクセン公領を失った。その結果、1180年4月13日にゲルンハウゼンにおいて、ベルンハルトはヴェルフ家領地の東部とブレーメン司教領を手に入れた。
しかし、ザクセン公領はそれ以前に分割されており、マイセン辺境伯領とブランデンブルク辺境伯領に挟まれた地域のみとなっていた。アケンおよびヴィッテンベルクの周辺地域およびマグデブルク城伯領などの領地がベルンハルトのものとなった。ケルン大司教は、ハインリヒ獅子公がかつて領していたエンゲルンおよびヴェストファーレンの地を手に入れた。ホルシュタイン伯はザクセン公の主権から脱却し、シュターデ伯はブレーメン大司教の支配下に入り、リューベックは帝国自由都市となり、ザクセン宮中伯領は1179年にテューリンゲン方伯ルートヴィヒ3世のものとなった。加えて、ザクセンの司教らは自身の領地を取り戻した。このため、ベルンハルトは1181年のハインリヒ獅子公に対する皇帝の遠征を支援しなくてはならなかった。1181年11月、ハインリヒ獅子公はエアフルトの議会において皇帝に降伏した。この時に、ベルンハルトはようやくザクセン公位をその領地とともに与えられた。降伏の後、ハインリヒ獅子公は家領の保持を認められ、それは後にブラウンシュヴァイク＝リューネブルク公領となった。

### ザクセン公として
ノルトアルビンギエン（ザクセン領の一部）およびエルベ川とバルト海に挟まれた地域において、領主らがベルンハルトに対し反乱を起こした。ベルンハルトが戻った後、この反乱にハインリヒ獅子公が加担していたことが明らかとなった。ベルンハルトは自らの主張を通そうとし、ブランデンブルク辺境伯オットー1世やブレーメン大司教ジークフリートなどの兄の助けを借りた。まず最初に、アルテンブルクの臣下が忠誠を誓い、その後、ラッツェブルク、ダンネベルク、ルッコーおよびシュヴェーリンの伯らが忠誠を誓った。しかし最も強大なホルシュタイン伯アドルフ3世はベルンハルトに従わず、敵対するようになった。兄ブレーメン大司教ジークフリートはホルシュタイン伯の支配下からディットマールシェン（ホルシュタイン西部）を奪おうと、ブレーメンの封土としてベルンハルトに与えたものの、紛争が勃発し、ベルンハルトは敗北した。
ベルンハルトはエルベ川右岸に拠点をつくるため、エルベ川下流にラウエンブルク城の建設を命じた。ベルンハルトは停滞する地域には高い税金を課したが、これがラウエンブルク城の攻撃の引き金となり、1182年にラウエンブルク城は破壊された。
1183年、兄ヴェーベン伯ディートリヒが嗣子なく死去し、その領土の大半がベルンハルトのものとなった。
ベルンハルトはスラヴの地においても紛争を抱えていた。メクレンブルク侯プリビスラフの息子ハインリヒ・ボルヴィン1世はハインリヒ獅子公の娘マティルデと結婚し、父親同様に獅子公を支持しており、ベルンハルトと対立していた。一方、1164年にハインリヒ獅子公が襲撃したマルヒョー城において絞首刑にしたヴェルティスラフの息子ニコラウス1世はベルンハルト側についた（ハインリヒ・ボルヴィン1世とニコラウス1世とは従兄弟同士）。ベルンハルトの同盟者の力をそぐため、反乱を起こした家臣らはスラヴの地に侵攻し、ニコラウスを追い出した。ボルヴィンはポンメルン公ボギスラフ1世と同盟を結び、一方ニコラウスはデンマークの忠実な家臣であったリューゲン公ヤロミール1世と同盟を結んだ。ボギスラフは臣下の礼を取ることを拒否したデンマーク王クヌーズ6世を罰するという皇帝からの密命を受けており、これにより、エルベ川とオーデル川に挟まれた領域の領主はデンマーク派とドイツ派に分裂した。ボルヴィンはデンマーク王に捕らえられ、デンマーク王に臣下の誓いをせねばならなくなった。1184年および1185年にポンメルンはデンマークからの攻撃を受けて荒廃し、ボギスラフも同じ運命をたどった。
デンマーク側の勝利により、皇帝は1184年にベルンハルトと家臣との間の和解をすすめた。ホルシュタイン伯アドルフ3世はこの紛争を継続するかに思われたが、ベルンハルトに700マルクを支払った上、拒否していた臣下の礼を行った。また、ラッツェブルク伯ベルンハルトおよびシュヴェーリン伯グンツェリンも支払いの義務を負うこととなった。破壊されたラウエンブルク城は皆で再建することとなった。遅くとも1188年のハインリヒ獅子公の再追放のころには、アドルフは失った領地の回復のためベルンハルトに従っていた。しかし1189年にハインリヒ獅子公が戻った時、対立が再び勃発し、ベルンハルトはリューネブルクのバルドヴィックを失った。
ザクセン公として、ベルンハルトは1190年のハインリヒ6世の国王選挙に参加し、戴冠式に初めて国家元帥（Erzmarschall）として出席した。後に、ベルンハルトはハインリヒ6世がドイツ王位をシュタウフェン家の世襲としようとする計画に反対した。1198年の二重選挙では、ベルンハルトはフィリップを国王に選出したが、1208年にフィリップが暗殺された後には、フィリップの対立王であったオットー4世支持に変わった。

ザクセン公の紋章

ベルンハルトはザクセンの紋章を初めて使用した。もともとのアスカニア家の紋章である金の地の盾に5本の黒い横縞に、その上に斜めに百合の帯をアスカニア家の支流の印として置いた。ベルンハルトは1180年のゲルンハウゼン帝国会議において、皇帝フリードリヒ1世からダイヤモンドの冠を与えられた。ザクセン公領を手に入れたため、ベルンハルトはヴィッテンベルクに拠点を移し、1422年にヴィッテンベルク系アスカニア家が断絶するまで、ヴィッテンベルクはアスカニア家の拠点であった。また、ベルンハルトはヴィッテンベルク貨幣の鋳造も行い、そこではブラクテアトおよびデナールの両方が鋳造された。ベルンハルトはアルブレヒト熊公の子としては最も遅い1212年2月9日に死去し、バレンシュテットのベネディスト会修道院に埋葬された。ベルンハルトの死後、その領地は2人の息子の間で分割され、アルブレヒト1世がザクセン公領を、アンハルト侯となったハインリヒ1世がアスカニア家の家領をそれぞれ相続した。

### 影響
フリードリヒ1世がザクセン公領をベルンハルトに与えたことで、父アルブレヒト熊公が生涯抱えていたザクセンの支配に関する争いは、最終的にアスカニア家の勝利で終わった。アルブレヒト熊公自身もコンラート3世の戴冠後にザクセン公位を与えられていたが、1138年から1142年までの4年間しか保持できず、ヴェルフ家の主張を抑えて長期間の統治を維持することができなかった。フリードリヒ1世が当初はハインリヒ獅子公を支持し、アルブレヒト熊公にハインリヒへのザクセン公の返還を受け入れさせたためである。1175年にフリードリヒ1世はハインリヒ獅子公と不和となり、アスカニア家にザクセン＝ヴィッテンベルク公領が与えられることとなった。

## 子女
ベルンハルトは最初にデンマーク王クヌーズ5世の娘ブリジットと、2度目にテューリンゲン方伯ルートヴィヒ2世の娘ゾフィーと、3度目にポーランド大公ミェシュコ3世の娘ユーディトと結婚した。
3度の結婚により以下の子女をもうけた。
- マグヌス（1195年頃没）
- ハインリヒ1世（1170年頃 - 1252年） - アンハルト侯
- アルブレヒト1世（1175年頃 - 1260年） - ザクセン公
- ヘートヴィヒ（1175年頃 - 1206年以降） - 1204年頃にヴェッティン伯ウルリヒ1世（マイセン辺境伯コンラート1世の孫）と結婚
- ヨハン - ハルバーシュタットの首席司祭
- ゾフィー（1244年没） - ゲルンローデ女子修道院長（1220年 - 1244年）

子らの母については確実でない。ハインリヒ1世の母についてはユーディトであるという説とそれを否定する説とがある。